# Koluvere (Lääne-Nigula)
Koluvere (Duits: Lohde-Schloß) is een plaats in de Estlandse gemeente Lääne-Nigula, provincie Läänemaa. De plaats heeft de status van dorp (Estisch: küla).
Tot in oktober 2017 hoorde Koluvere bij de gemeente Kullamaa.

## Bevolking
De ontwikkeling van het aantal inwoners blijkt uit het volgende staatje:
| Jaar            | 2000 | 2010 | 2011 | 2017 | 2019 | 2020 | 2021 |
| --------------- | ---- | ---- | ---- | ---- | ---- | ---- | ---- |
| Aantal inwoners | 507  | 356  | 340  | 269  | 245  | 180  | 238  |

## Ligging
Op het grondgebied van Koluvere komt de Tugimaantee 29, de secundaire weg van Märjamaa naar Koluvere, uit op de Põhimaantee 10, de hoofdweg van Risti naar Kuressaare. Door het dorp stroomt de rivier Liivi (Duits: Lodescher Bach).

## Geschiedenis
In de 14e eeuw werd het kasteel Lohde gebouwd door de familie Lode, vermoedelijk op een plaats waar eerder een burcht van de Esten had gelegen. Vanaf 1439 was het kasteel in het bezit van de bisschoppen van Ösel-Wiek, vanaf 1564 een kroondomein van de Zweedse koning. In 1637 werd het kasteel met het omringende landgoed privé-eigendom. Het viel eerst onder de familie von Löwen, vanaf 1783 was de Russische tsarina Catharina II de eigenaar, en na 1797 viel het onder de familie von Buxhoevden. Leon graaf von Buxhoevden was de laatste eigenaar voor het landgoed in 1919 door het onafhankelijk geworden Estland werd onteigend.
Het kasteel is omgeven door een slotgracht. Het is vele malen verbouwd, het meest ingrijpend na een brand in 1840. Tijdens de Revolutie van 1905 ging het kasteel weer in vlammen op. Het werd opnieuw herbouwd, maar wel in een soberder stijl. Na de Tweede Wereldoorlog diende het als tehuis voor moeilijk opvoedbare kinderen, vanaf de jaren zestig als verpleegtehuis voor verstandelijk gehandicapten. Sinds 2006 is het kasteel weer in particuliere handen. Ook een aantal bijgebouwen is bewaard gebleven, maar ze zijn vrijwel allemaal wel een keer herbouwd.
Vanaf 1578 bestond er ook een dorp Kollowerre in de omgeving van het kasteel. In 1977 werd het buurdorp Vaikna bij het dorp Koluvere gevoegd.

## Foto's

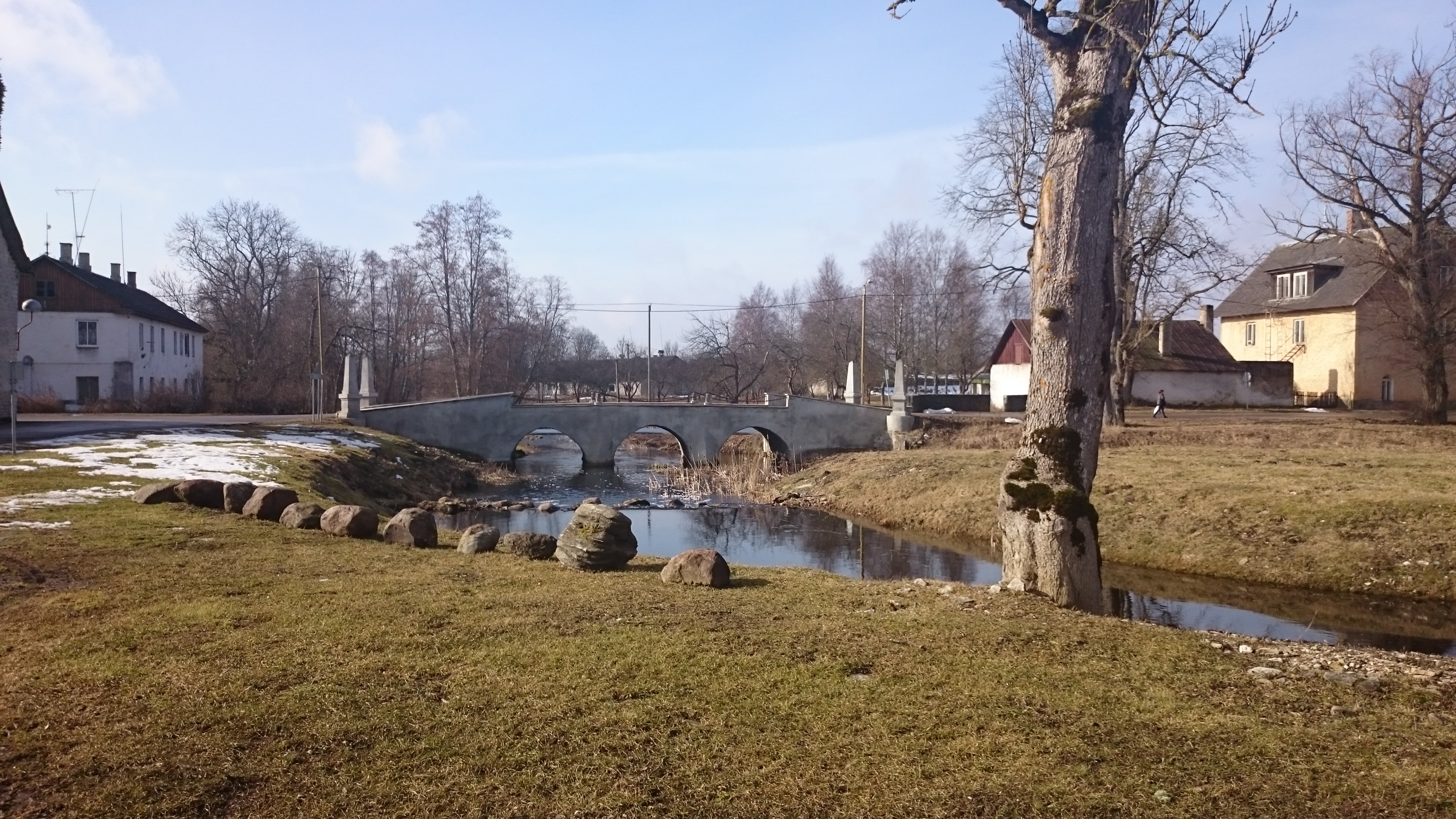
De rivier Liivi bij Koluvere
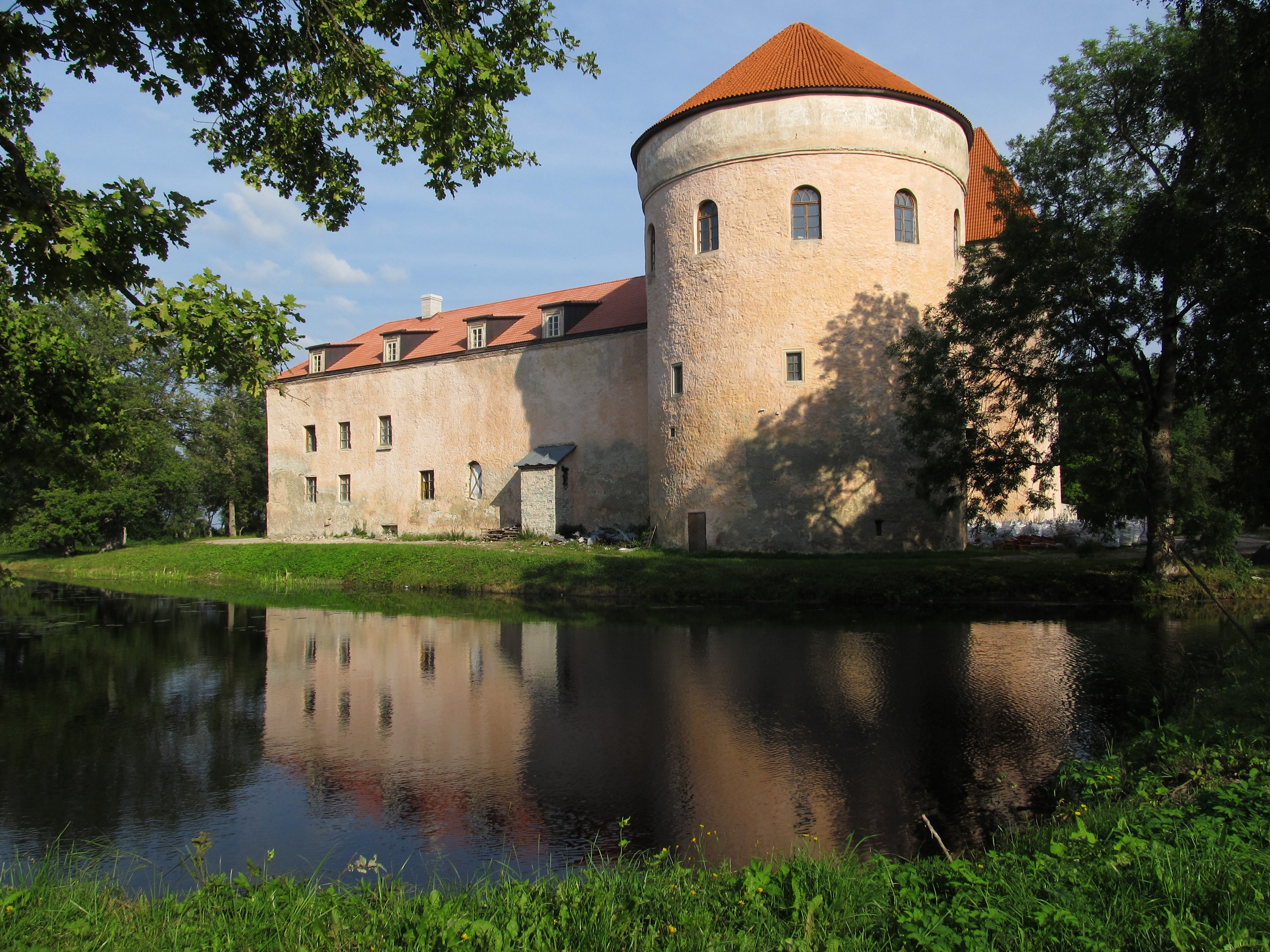
Het kasteel
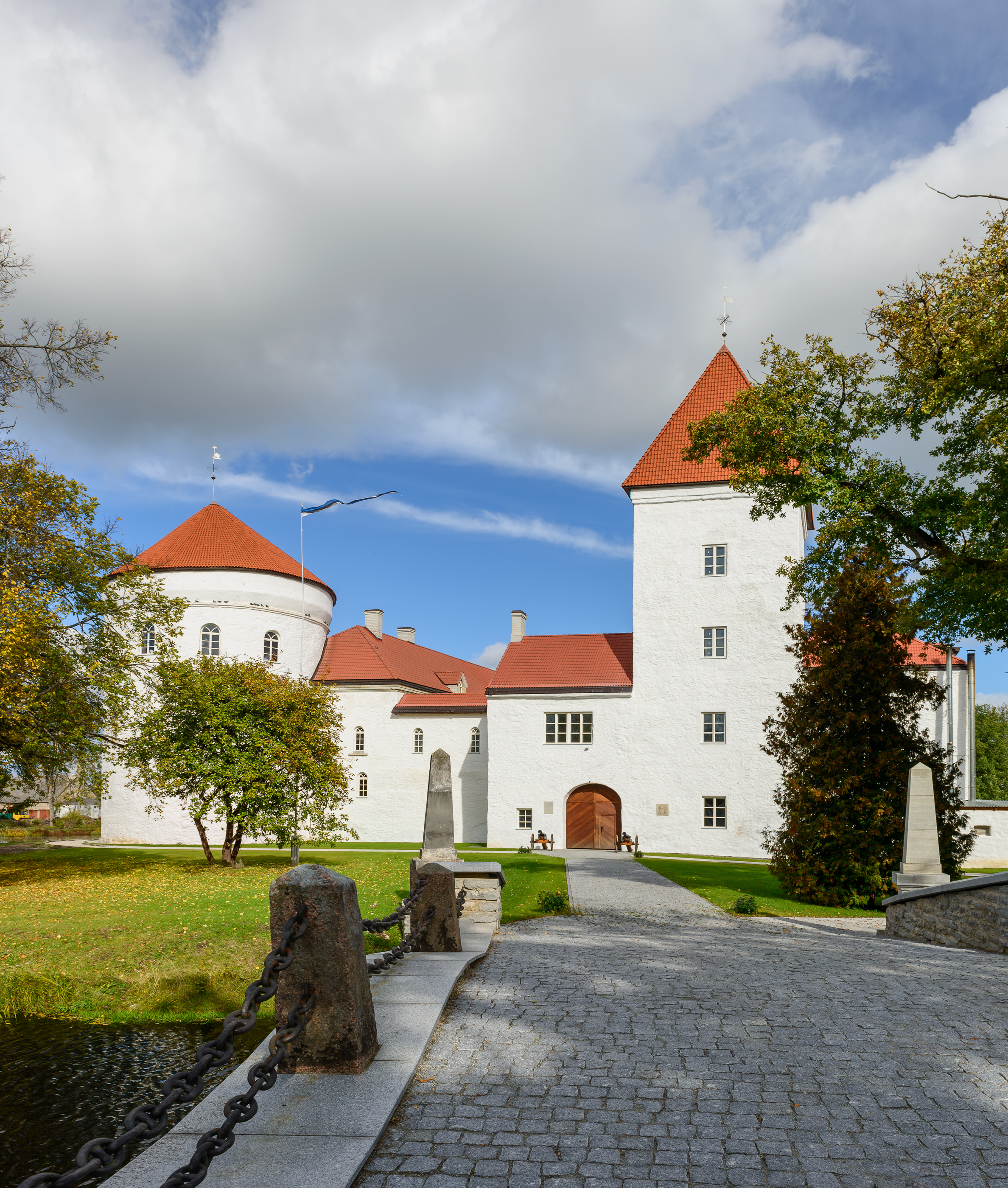
Vooraanzicht
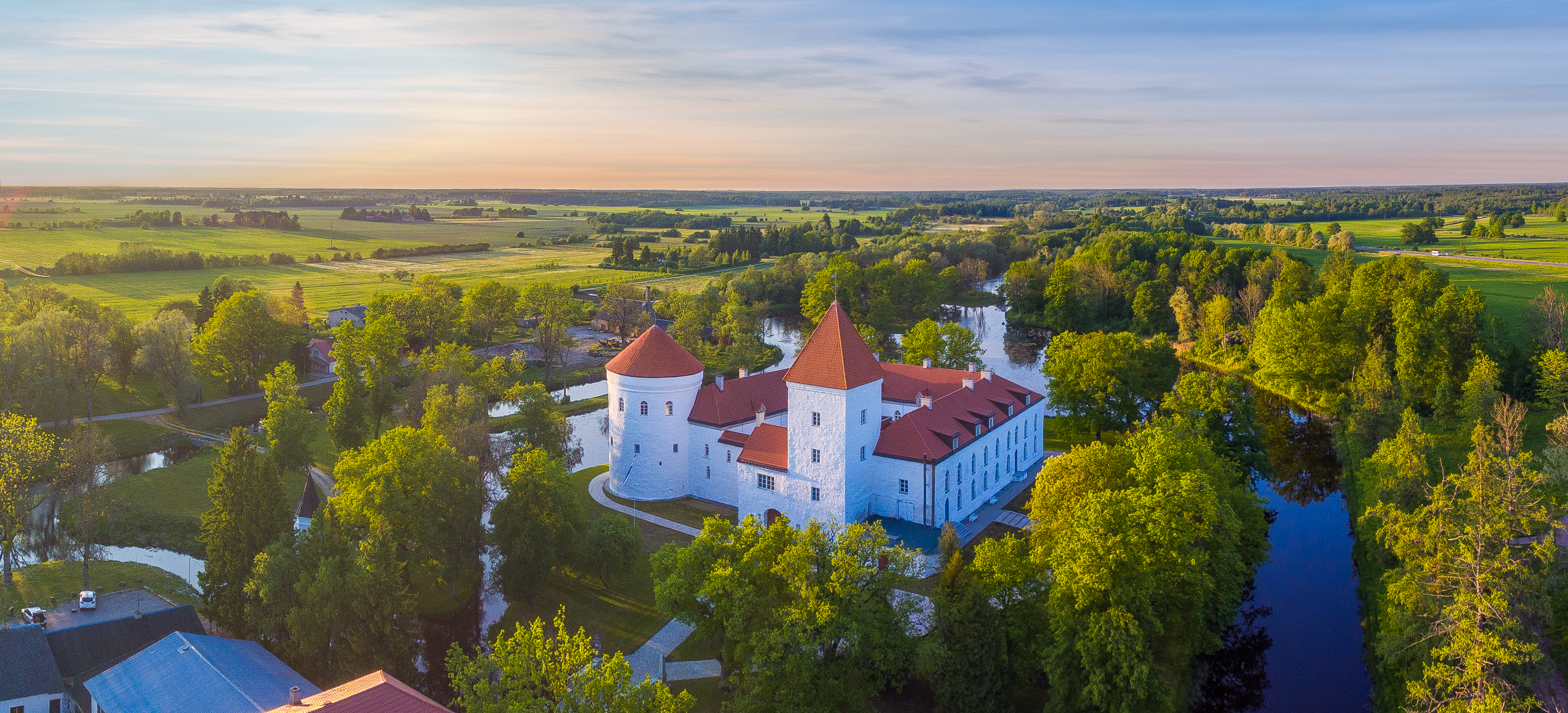
Het kasteel vanuit de lucht
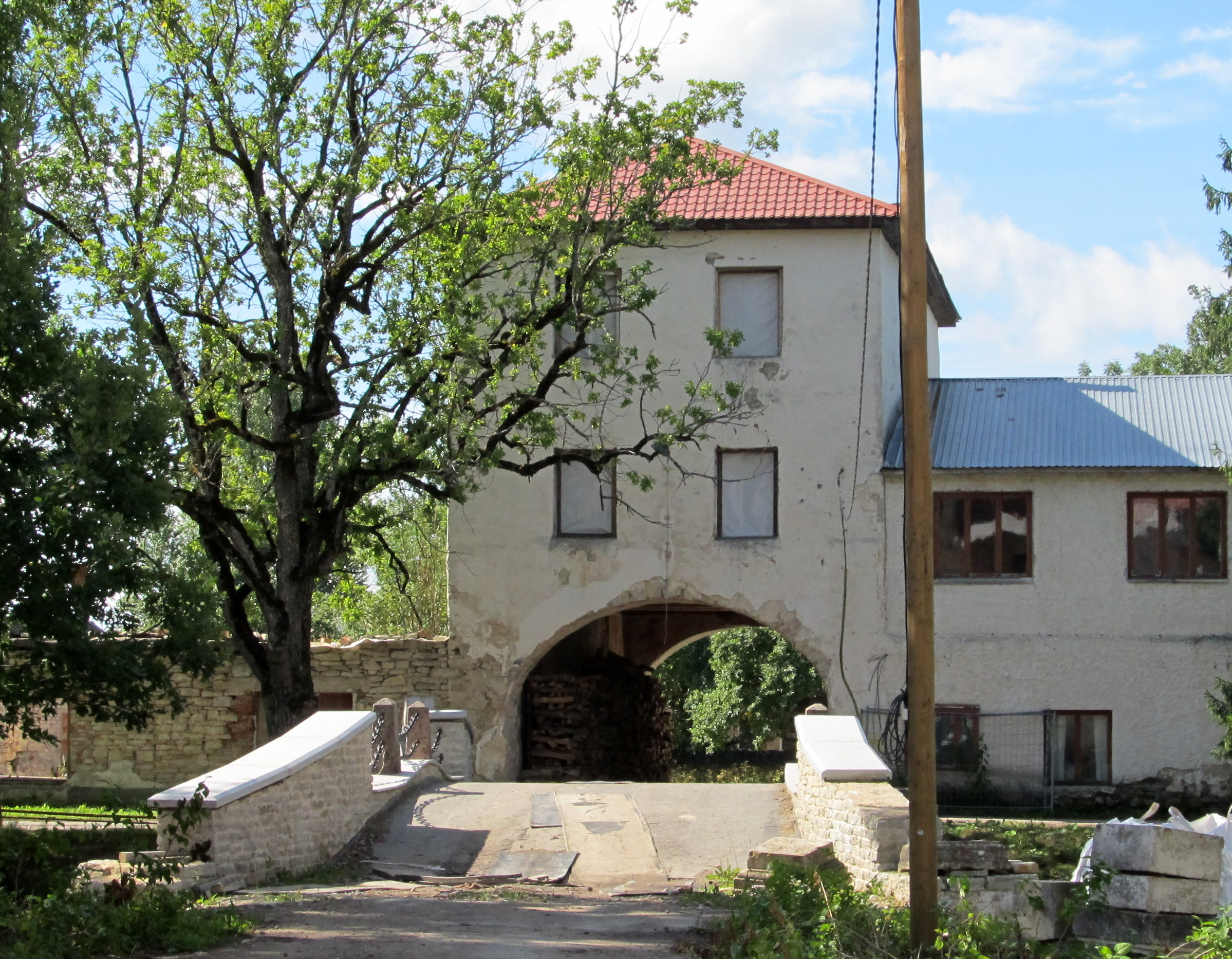
Toegangspoort
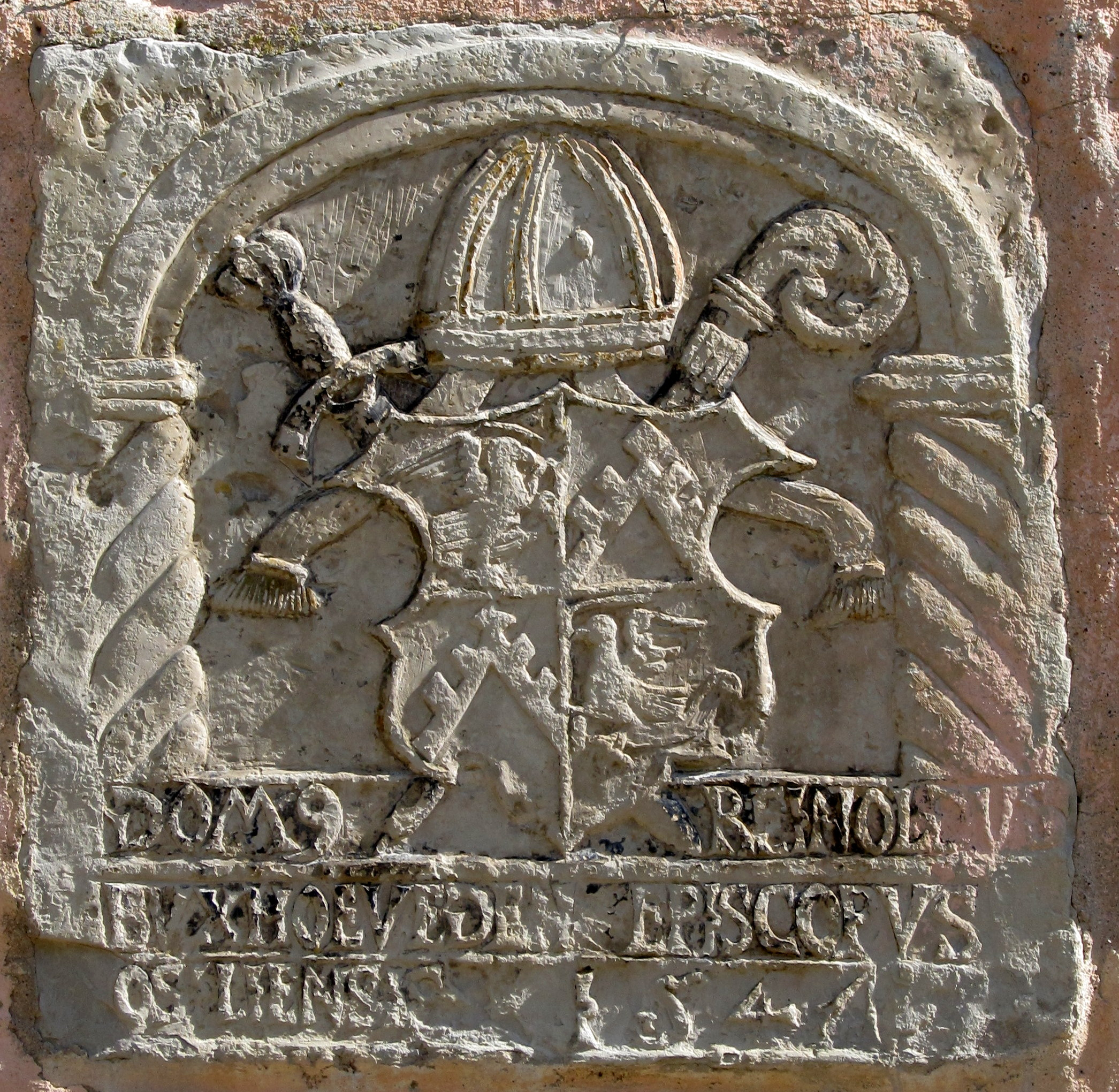
Wapen van de familie von Buxhoevden
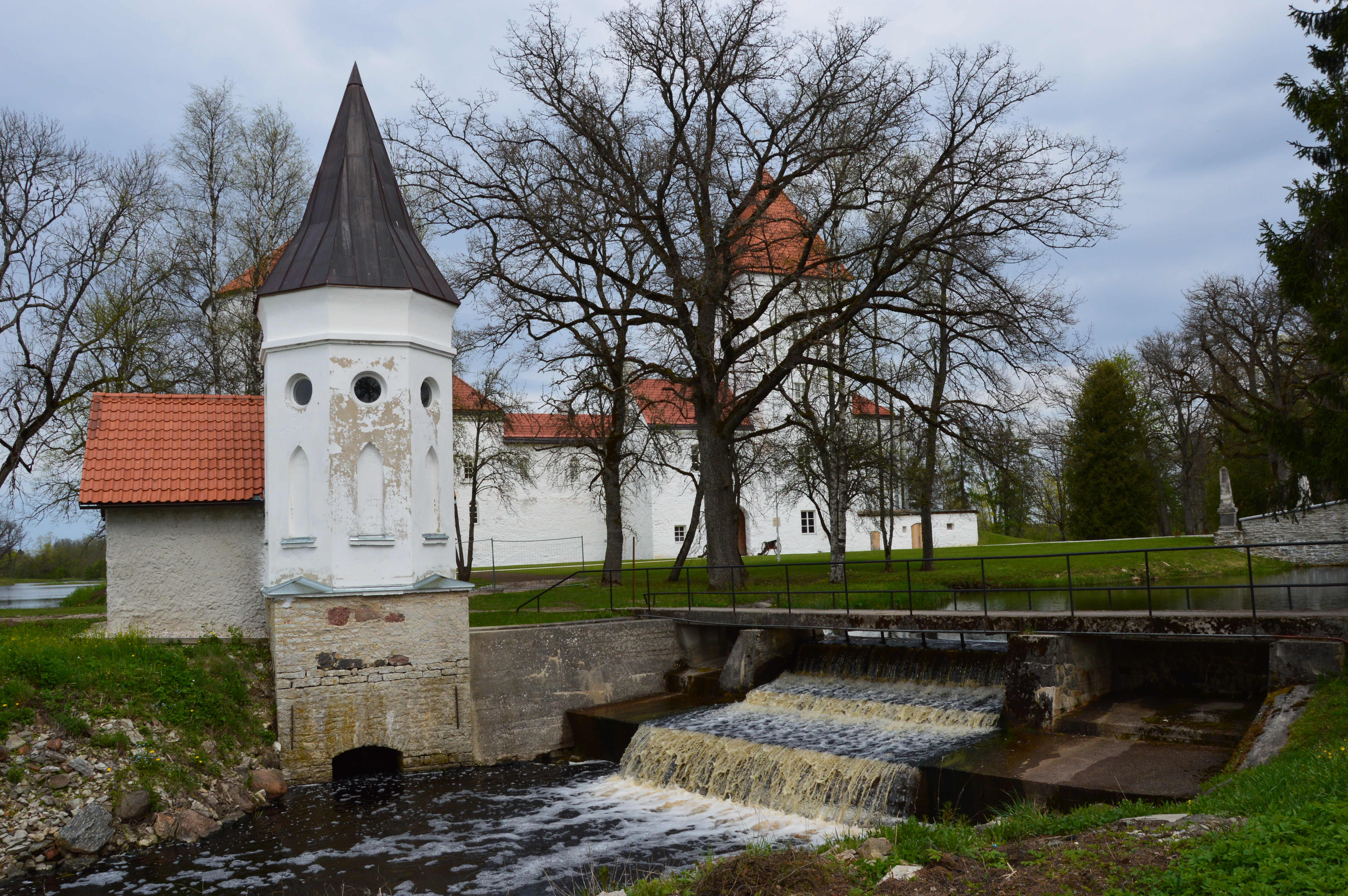
Stuw bij het kasteel
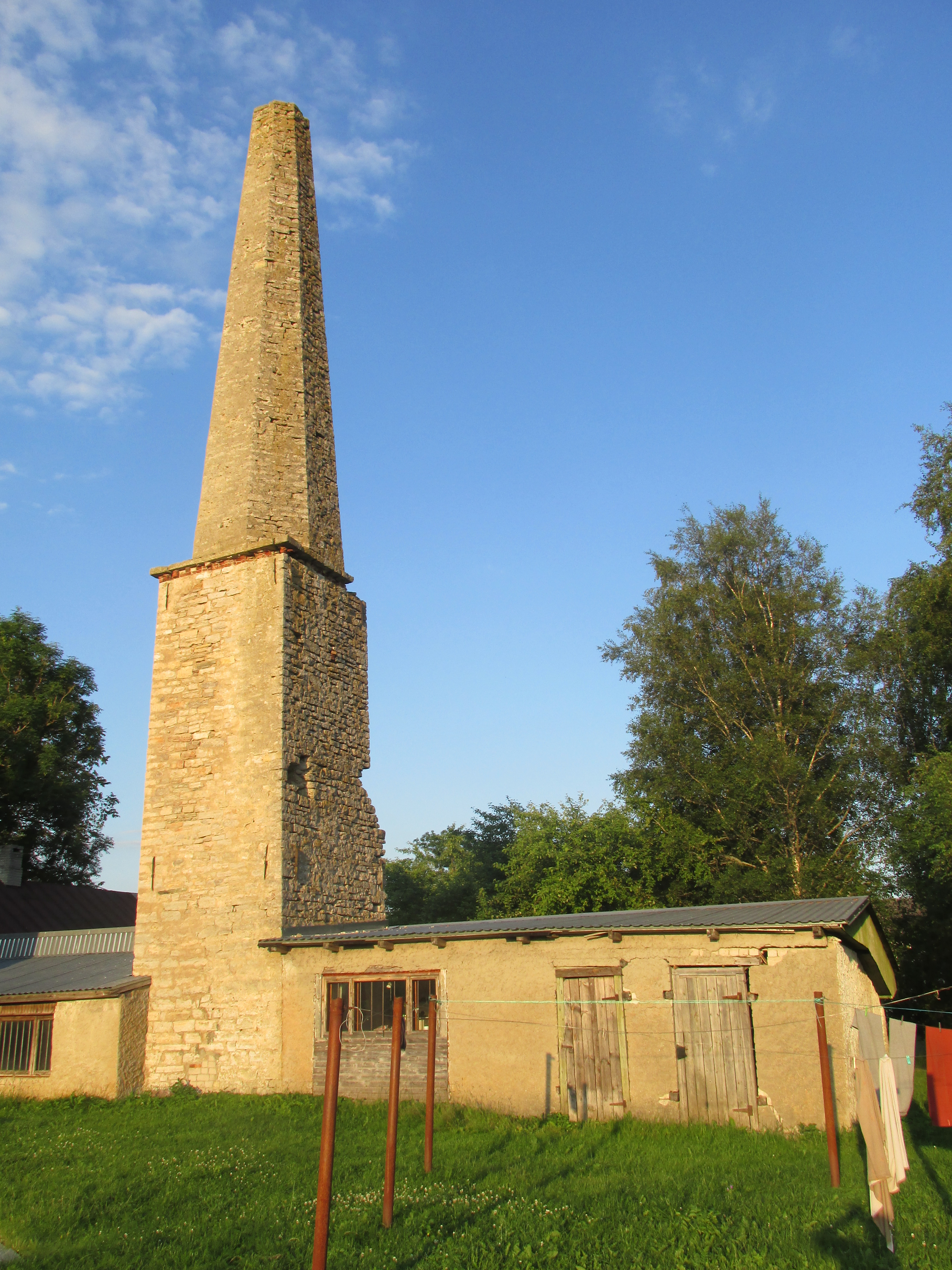
Wodkastokerij